# Spintherobolus
Genre
Spintherobolus est un genre de poissons téléostéens de la famille des Characidae et de l'ordre des Characiformes.

## Liste d'espèces
Selon FishBase (13 juin 2015):
- Spintherobolus ankoseion Weitzman & Malabarba, 1999
- Spintherobolus broccae Myers, 1925
- Spintherobolus leptoura Weitzman & Malabarba, 1999
- Spintherobolus papilliferus Eigenmann, 1911